# Paphinia cristata
Espèce
Paphinia cristata (Lindl.) Lindl., est une espèce d'orchidées appartenant à la sous-tribu des Stanhopeinae.
Elle est la première espèce du genre à arriver en Europe au XIXe siècle. Les premières plantes collectées aux abords d'un lac de boue volcanique (Devil's Woodyard ?) à Trinidad ont fleuri dans la collection de M. J. Knight, de la King’s Road Nursery en Angleterre en juillet 1835. Le spécimen a été décrit par le botaniste anglais John Lindley sous le nom de Maxillaria cristata Lindl. (Bot. Reg. 21: t. 1811 (1836)) puis l'espèce a été intégrée dans le genre Paphinia dont elle est l'espèce type (Bot. Reg. 29: misc. 14 (1843)).

## Étymologie
cristatus, a, um, adjectif latin « Qui a une crête ou une huppe » en référence aux cils caractéristiques du labelle.

## Synonymes
- Maxillaria cristata Lindl. Bot. Reg. 21: t. 1811 (1836).
- Lycaste cristata (Lindl.) Benth., Benth. & Hook. Gen. Pl., 3, 548 (1883).

## Diagnose
- Lindley 1836: Pseudobulbis ovatis sulcatis monophyllis, foliis, oblongo-lanceolatis plicatis, scapo pendulo bifloro, squamis laxiusculis vaginato, floribus explanatis, sepalis petalisque lanceolatis acutis aequalibus, labello multo minore tripartito carnoso: laciniis lateralibus flacatis intermedia rotundata cristato-fimbriata utrinque unidentata, ungue subcristato disco bidentato. Sepala 1 ¾ unciam longa, alba, sanguineo interrupte striata et fasciata. Petala aequalia et conformia, apice sanguinea basi maculata dorso alba. Labellum purpureum, ungue viridi crista dentibusque albis ; crista laciniae intermediae fimbriata pilis submoniliformibus : unguis e cirrhulis 4-6 rectis submoniliformibus constans ; dentes disci compressi divaricati margine crenati posteriore duplo majore. Columba basi viridis, apice lutea, et utrinque sublata, rostello longissimo subulato. Caudicula polliniorum longissima, glandula parva subtriangulari.
- Lindley 1843: Flores pulcherrimi extus albi, intus purpureo interrupte fasciati ; petalia apice omnini purpureis.

## Répartition et biotope
Orchidée du bassin amazonien, elle a une large répartition. Elle est fréquente de Trinidad jusqu'au nord de la Bolivie et est particulièrement bien représentée sur le plateau des Guyanes.
Plante de la forêt tropicale humide, elle croit dans les sous-bois humides et ombragés, poussant sur des arbustes et lianes recouverts de mousses et de lichens. On peut la rencontrer jusqu’à 800 m d’altitude.

## Culture

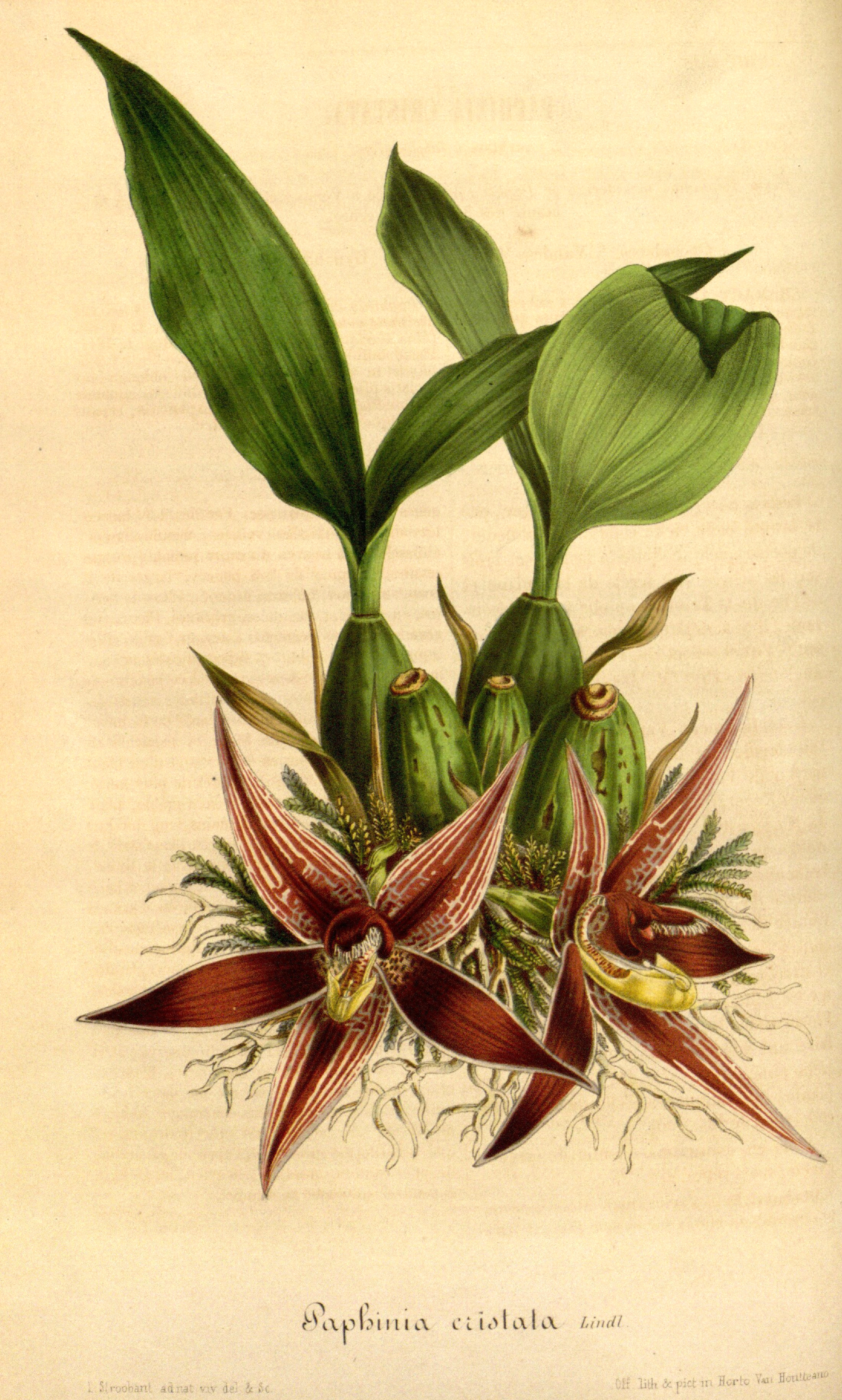
Planche de Paphinia cristata, in: Flore des serres et des jardins de l'Europe vol. IV

Plante réputée difficile en culture. Pourtant à la fin du XIXe siècle Reichenbach prétendait qu'il s'agissait d'une plante particulièrement résistante: "I have observed it is scarcely to be killed. When I have seen the remainder of ruined collections, usually Paphinia cristata and Batemania meleagris were amidst the few last Mohicans" (The Gardeners' Chronicle, 2 ser. xii 520 (1879)). Il faut sans doute y voir l'influence bénéfique sur cette espèce des températures et de l'hygrométrie particulièrement élevées qui régnaient dans les serres des amateurs de l'époque. Plante des climats équatoriaux, elle nécessite en effet une régularité des températures et une bonne humidité ambiante. La culture sur sphaigne, avec un apport d'eau non calcaire et une fertilisation très légère donne de bons résultats.